# 가미노 료타
가미노 료타(일본어: 神野 亮太, 2001년 9월 25일~)는 일본의 축구 선수이다.

## 구단 경력
그는 2020년 일본 풋볼 리그의 테게바자로 미야자키에 입단했다. 2021년부터 J3리그로 승격했다. 2022년까지 10경기에 출전. 2023년 베로스크로노스 쓰노로 이적했다. 2023년후 현역 은퇴.